# American Recordings (альбом)
American Recordings, или просто American I — 81-й студийный альбом кантри-исполнителя Джонни Кэша, изданный в 1994 году. Первый альбом серии American Recordings, получившей своё название от одноимённого лейбла звукозаписи. American Recordings получил Грэмми в номинации «лучший альбом современного фолка» и занял 366 место в списке «500 величайших альбомов всех времён по версии журнала Rolling Stone».

## Об альбоме
В начале 90-х состоялась встреча Джонни Кэша с Риком Рубином и последний предложил музыканту контракт с American Recordings, лейблом, более известным по работе с хеви-метал и рэп исполнителями, нежели с исполнителями кантри. Тем не менее Кэш согласился, отчасти из-за того, что Рубин хотел сделать звук альбома наиболее минималистическим и как раз подобный эксперимент интересовал самого Джонни. Под руководством Рубина музыкант записал одиннадцать песен сидя в своей комнате, в сопровождении лишь своей гитары. Ещё две были записаны в ночном клубе Viper Room в Западном Голливуде, который в то время принадлежал американскому актёру Джонни Деппу. Песни «Down There by the Train» и «Thirteen» специально для Джонни сочинили Том Уэйтс и Гленн Данциг («Thirteen» и вовсе была написана за двадцать минут), именно эти песни помогли Кэшу завоевать более молодую аудиторию. Обложка American Recordings была сделана во время путешествия музыканта по Австралии, в городе Верриби, недалеко от Мельбурна. Альбом был очень положительно принят критиками, многие сошлись на том, что это лучший альбом Кэша со времён 60-х.

## Список композиций
| #   | Название                                          | Продолжительность | Автор(ы)                                           | Изначально записана                                                                                      |
| --- | ------------------------------------------------- | ----------------- | -------------------------------------------------- | --- |
| 1.  | Delia’s Gone                                      | 2:18              | Карл Силберсдорф, Дик Тупс                         | Кэшем на альбоме The Sound of Johnny Cash (1962)                                                         |
| 2.  | Let the Train Blow the Whistle                    | 2:15              | Джонни Кэш                                         | |
| 3.  | The Beast in Me                                   | 2:45              | Ник Лоу                                            | Ником Лоу на альбоме The Impossible Bird (1994)                                                          |
| 4.  | Drive On                                          | 2:23              | Джонни Кэш                                         | |
| 5.  | Why Me Lord                                       | 2:20              | Крис Кристофферсон                                 | Кристофферсоном на альбоме Jesus Was a Capricorn (1972)                                                  |
| 6.  | Thirteen                                          | 2:29              | Гленн Данциг                                       | Написана специально для Кэша, версия Данцига на альбоме 6:66 Satan's Child (1999)                        |
| 7.  | Oh, Bury Me Not (Introduction: A Cowboy's Prayer) | 3:52              | Джон Ломакс, Алан Ломакс, Рой Роджерс, Тим Спенсер | Кэшем на альбоме Sings the Ballads of the True West (1965)                                               |
| 8.  | Bird on a Wire                                    | 4:01              | Леонард Коэн                                       | Леонардом Коэном на альбоме Songs from a Room (1969)                                                     |
| 9.  | Tennessee Stud (Live in Viper Room)               | 2:54              | Джимми Дрифтвуд                                    | Эдди Арнольдом на одноимённом сингле (1959)                                                              |
| 10. | Down There by the Train                           | 5:34              | Том Уэйтс                                          | Написана специально для Кэша, версия Тома Уэйтса на альбоме Orphans: Brawlers, Bawlers & Bastards (2006) |
| 11. | Redemption                                        | 3:03              | Джонни Кэш                                         | |
| 12. | Like a Soldier                                    | 2:50              | Джонни Кэш                                         | |
| 13. | The Man Who Couldn't Cry (Live in Viper Room)     | 2:18              | Лоудон Вэинрайт III                                | Вэинрайтом на альбоме Attempted Mustache (1973)                                                          |